# うぐいす芸者歌手
鶯芸者歌手（うぐいすげいしゃかしゅ）とは、昭和戦前期から戦後にかけて活躍した流行歌を歌う芸者兼歌手、または芸者出身の歌手のこと。

## 歴史
戦前の昭和初期より隆盛し鶯芸者ブームがあったが、第二次世界大戦後にも新規にレコードデビューしたヒット芸者歌手が複数いる。
戦前は歌手の社会的地位が低かったこと、女性の社会進出が戦後ほど盛んでなかったこと、のど自慢大会等もなく一般人が歌手になるルートが乏しかったことなどにより、女性歌手の前歴の中で芸者出身者は歓迎された。戦前期からの代表的な歌手には、小唄勝太郎（女性）、赤坂小梅、市丸らがいた。
主な活動メディアはレコード、ラジオ、映画（戦前期より）、テレビ（戦後）で、通常の歌謡曲歌手と変わらない。ただし、流行歌のレコードと並行して民謡、端唄、小唄等のレコードも残したのが特徴である。その比重は歌手によって異なるが、藤本二三吉、赤坂小梅など、流行歌の歌い手としてよりもむしろ、端唄や民謡等、邦楽の分野での活躍が目立った歌手も多い。戦後も神楽坂はん子、榎本美佐江らが人気となった。また芸者経験はないが芸者風の衣装で歌う女性歌手も戦前期からいて、戦後の昭和30年代のお座敷ソングブームでは芸者経験のない歌手が多く歌っている。五月みどりも芸者経験はなかった。
芸者歌手やその類縁歌手が歌う日本調の流行歌は、歌謡曲の一つの分野を形成した。
うぐいす芸者の歌手名は、妓籍名に出身花柳界の地名をつける場合（赤坂小梅など）、つけない場合（市丸など）、両方が適用されている場合（新橋喜代三または単に喜代三）、自身の専門を芸苗字として名乗る場合（小唄勝太郎など）とがある。

## 芸者歌手の主なヒット歌謡曲／代表的な民謡・端唄等
- 藤本二三吉（葭町二三吉）　浪花小唄、祇園小唄、唐人お吉小唄（明烏篇）／かっぽれ、淀の川瀬、茄子と南瓜
- 市丸（浅草市丸）　天龍下れば、三味線ブギウギ、濡れつばめ／伊那節、ちゃっきり節、三階節、お江戸日本橋
- 小唄勝太郎（葭町勝太郎）　島の娘、東京音頭、明日はお立ちか／佐渡おけさ、会津磐梯山、越後追分
- 赤坂小梅（小倉旭券梅若）　ほんとにそうなら、そんなお方があったなら、浅間の煙／黒田節、おてもやん、炭坑節
- 美ち奴（浅草美知奴）　あゝそれなのに、うちの女房にゃ髭がある、吉良の仁吉／ソーラン節、炭坑節、田原坂
- 豆千代　曠野を行く、夕日は落ちて、廻り燈籠／郡上節（かわさき）、おばば、伊那節
- 新橋喜代三（喜代治）　明治一代女の唄、お伝地獄の唄、わしゃ知らぬ／鹿児島小原良節、鹿児島三下り、豪傑節
- 神楽坂はん子　ゲイシャ・ワルツ、こんな私じゃなかったに、見ないで頂戴お月様／ソーラン節、稗搗節
- 榎本美佐江　お俊恋唄、後追い三味線
- 吉原〆治　さのさ、運動甚句、二上り甚句
- 山村豊子　御大典節、国境警備の唄／関の五本松、奴さん、西国三十三所御詠歌
- 浅井丸留子　コロッケの唄、モガモボソング／高速度油屋十人斬
- 南地金龍　大阪行進曲／むらさき節、万歳くずし、木曽へ木曽へ
- 南地力松　浪花名所、なぜまま節、二上り鬢ほつ
- 南地なべ　二上り新内、新鴨緑江節
- 富田屋喜久治　酋長の娘、帰ろ節、串本節
- 分山田和香　昭和音頭、紅の帯／大漁節、野球磯節
- 南地作栄　福井小唄／山中節、どんどん節、秋の夜
- 明石栄検みき光　島の朝霧／木曽へ木曽へ、博多節、淡海節
- 金奴（南地世々香）　鹿児島小原節、鹿児島ハンヤ節、鹿児島よさこい
- 虎龍　波乗り甚句、裏の背戸屋
- 市助　なるほど節、真っ黒け節、お前とならば
- 幾松　酋長の娘、みなと音頭／草津節、鹿児島小原節
- 徳島お鯉（多田小餘綾）　初春音頭、後生楽踊／阿波踊り（よしこの）
- 玉野小花　東京かっぽれ／さんさ時雨、大漁節
- 新橋喜代丸　花嫁双六、サラリーマン節、麦と花嫁／炭坑節、ホッチョセ
- 新橋八重三　恋慕小唄／塩釜甚句
- 赤坂百太郎　北支想えば
- 市三　月の海峡、窒素節、草津米若くづし
- 浅草小雪（小ゆき）　海に咲く花、お酒後生楽
- 大阪堀江繁代　別府小唄、和歌山小唄、夫婦船頭
- 神戸共立検ゑつ　淡海節、縁かいな
- 出雲大津駒太郎　関の五本松、安来節、博多節
- 千代丸　忍路船唄、瀬戸の夕焼
- 千代太郎　埼玉民謡、脱線甚句
- 寿三代　安曇節、草津節、下田節
- 金廣つぼみ　雪の黒竜江、雪の戦線、銃後の祈り
- 先斗町筆香（喜美勇）　ぽんぽん先斗町、電話かけても／鹿児島小原節、京の四季
- 浅草さくら子　銃後の母、東京オリンピック
- 柳橋竹彌　川は一筋、田原坂の戦い
- 浅草染千代　しぐれ三味線、潮来ながし、裾野三里
- 新橋みどり　若しも月給が上がったら、泣かせてネ、泰の娘
- 福むら貴美子　浮世は車、久留米小唄／さのさくずし
- 浅草〆香　東海の顔役／会津磐梯山、新潟おけさ、三階節
- 日本橋きみ栄　蛇の目のかげで、浮名三味線、五月雨傘／炭坑節、ソーラン節、見世物小屋、都々逸
- 照菊　サザエさん音頭、逢初道中、与三さん／稗搗節、五木の子守唄
- 浅草紅香　パチンコ節、磐梯くづし／ソーラン節、関の五本松
- 神楽坂浮子　十九の春、三味線フラフープ
- 喜久丸　炭坑節／岡崎五万石、山中節
- 下谷菊太郎　五木の子守唄、ひえつき節、キンキラキン、菖蒲浴衣
- 下谷小つる　桑名の殿様、岡崎五万石、春雨、御所車
- 浅草ゆめ子　許してネ、茶摘み音頭／山中節、山中鉄砲獅子
- 神楽坂玉枝　博多夜船、ほれたホの字／新土佐節、よさこい節
- 神楽坂とき子　あゝ本能寺、六本木音頭／地蔵盆唄
- 南地みつ春　道頓堀行進曲、コロッケの唄、浪花さのさ
- 三浦布美子　愛暦書、おんな草紙／ひえつき節、春雨、梅は咲いたか

## 類縁歌手・類縁曲

### 芸者経験のない芸者風女性歌手のヒット歌謡／代表的な民謡・端唄等
- 音丸　船頭可愛や、下田夜曲、博多夜船、満洲想えば／新庄節、関の五本松、江差追分
- 豆太（橋本きぬ子）　箱根越ゆれば、追分手綱
- 久保幸江　トンコ節、ヤットン節／五木の子守唄、おこさ節
- 青木はるみ (歌手)　芸者秀駒、ゴジラさん／野球拳
- 斉藤京子 (民謡歌手)　お花ちゃん、おんな白虎隊／ソーラン節、おこさ節、伊勢音頭
- 神楽坂かおる(八代政子)　ディスコ芸者、カラオケ音頭、新・明治一代女
- 五月みどり　おひまなら来てね、一週間に十日来い、温泉芸者
- 二宮ゆき子　まつのき小唄

### 芸者の着物ではない女性歌手が男性歌手と歌う類縁曲
- 松尾和子with和田弘とマヒナスターズ　お座敷小唄、続お座敷小唄